# Wilhelm Wagner (Politiker, 1859)
Wilhelm Jakob Leonhard Wagner (* 25. Oktober 1859 in Hahnstätten im Rhein-Lahn-Kreis; † 15. Januar 1926 ebenda) war ein deutscher Landwirt und Mitglied des Provinziallandtages der Provinz Hessen-Nassau.

## Leben
Wilhelm Wagner wurde als Sohn des Brennereibesitzers Wilhelm Leonhard Wagner (1832–1875) und dessen Ehefrau Katharine Baseler (1836–1904) geboren.
Er betrieb gemeinsam mit seinem Vater eine Landwirtschaft und wurde nach dessen Tod Inhaber der Brennerei. 1907 wurde er Direktoriumsmitglied im Verein nassauischer Land- und Forstwirte und war von 1921 bis 1925 Mitglied der Landwirtschaftskammer Wiesbaden.
Von 1921 bis 1924 hatte er ein Mandat für den Nassauischen Kommunallandtag des preußischen Regierungsbezirks Wiesbaden bzw. für den Provinziallandtag der Provinz Hessen-Nassau. Er war für den Unterlahnkreis in dem Parlament und legte sein Amt 1925 nieder. Heinrich Decker wurde sein Nachfolger.

## Öffentliche Ämter
- Kirchenvorsteher in Hahnstätten
- ehrenamtlicher Beigeordneter der Gemeinde Hahnstätten